# Välsigna, gode Gud, vår konung och vårt land
Välsigna, gode Gud, vår konung och vårt land är en psalm, som består av en vers med tolv rader skriven av Johan Olof Wallin år 1819.
|  |
|  |

## Publicerad som
- Nr 305 i 1819 års psalmbok under rubriken "Överhet, underåtar, fädernesland".
- Nr 490 i 1937 års psalmbok under rubriken "Fosterlandet".